# Lipocosma calla
Lipocosma calla là một loài bướm đêm trong họ Crambidae.